# Robert Sycz

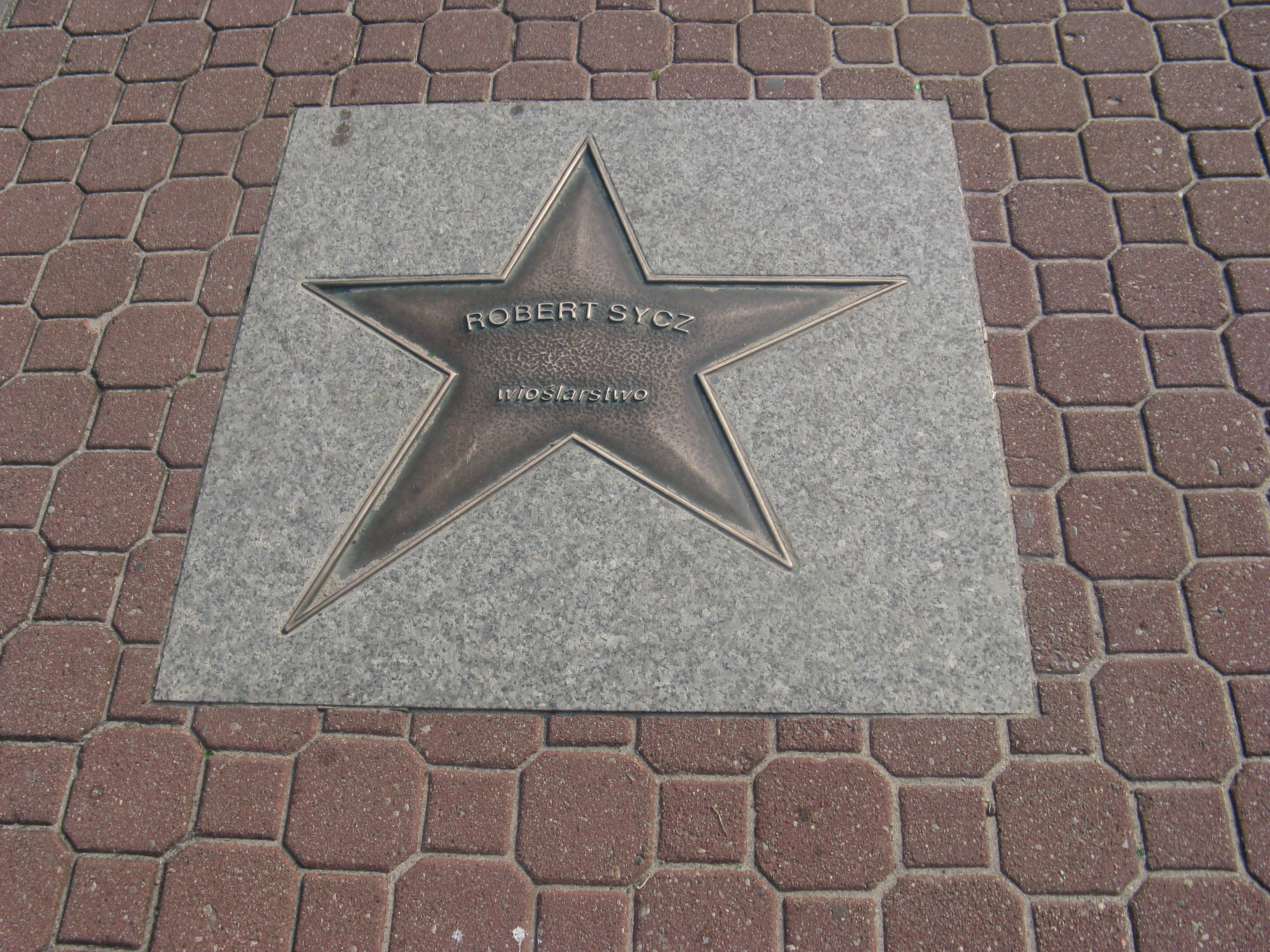
Stella d'onore

Robert Sycz (Varsavia, 15 novembre 1973) è un ex canottiere polacco.

## Palmarès

### Olimpiadi
- 2 medaglie:
  - 2 ori (Sydney 2000 nel due di coppia pesi leggeri; Atene 2004 nel due di coppia pesi leggeri)

### Mondiali
- 6 medaglie:
  - 2 ori (Aiguebelette 1997 nel due di coppia pesi leggeri; Colonia 1998 nel due di coppia pesi leggeri)
  - 3 argenti (Lucerna 2001 nel due di coppia pesi leggeri; Siviglia 2002 nel due di coppia pesi leggeri; Milano 2003 nel due di coppia pesi leggeri)
  - 1 bronzo (Gifu 2005 nel due di coppia pesi leggeri)